# John Mayock
John Paul Mayock (ur. 26 października 1970 w Barnsley) – brytyjski lekkoatleta, specjalizujący się w biegach średnich oraz długich.
Na początku kariery został w 1989 wicemistrzem Europy juniorów w biegu na 5000 metrów. Na tym samym dystansie zwyciężył dwa lata później podczas uniwersjady. W 1992 zdobył halowe wicemistrzostwo Europy w biegu na 3000 metrów – rok później na tym samym dystansie był szósty podczas halowych mistrzostw świata. Zdobył brązowy medal igrzysk Wspólnoty Narodów w 1994 w biegu na 1500 metrów. W 1995 był siódmy w biegu na 3000 metrów podczas halowych mistrzostw świata, a w 1996 na igrzyskach olimpijskich w Atlancie zajął jedenaste miejsce w biegu na 1500 metrów. Zimą 1997 biegł w finale halowych mistrzostw świata, a latem był dziewiąty w biegu na 1500 metrów podczas mistrzostw świata. W 1998 w Walencji został halowym mistrzem Europy w biegu na 3000 metrów – latem w Budapeszcie na dystansie o połowę krótszym zajął piątą lokatę w mistrzostwach Europy. W tym samym sezonie zdobył jeszcze srebro igrzysk Wspólnoty Narodów w Kuala Lumpur. Bez powodzenia startował w mistrzostwach świata w Sewilli (1999). W sezonie halowym 2000 zdobył brązowy medal halowych mistrzostw Europy, a latem był dziewiąty na igrzyskach olimpijskich. Czwarty zawodnik halowych mistrzostw świata w biegu na 3000 metrów z 2001 – latem tego roku dotarł do półfinału biegu na 1500 metrów podczas mistrzostw świata oraz był siódmy w biegu na milę podczas igrzysk dobrej woli. W 2002 zdobył drugi brązowy medal halowych mistrzostw Europy, a na igrzyskach Wspólnoty Narodów zajął czwarte miejsce w biegu na 5000 metrów. Finalista mistrzostw Europy w Monachium w biegu na 1500 metrów (2002). W 2003 i 2004 startował w halowych mistrzostwach świata, na igrzyskach olimpijskich w Atenach (2004) odpadł w eliminacjach, a w 2005 został drugi raz w karierze halowym wicemistrzem Europy w biegu na 3000 metrów. Wielokrotny medalista mistrzostw Wielkiej Brytanii oraz reprezentant kraju w pucharze Europy.
Rekordy życiowe: bieg na 1500 metrów (stadion) – 3:31,86 (22 sierpnia 1997, Bruksela); bieg na 2000 metrów (hala) – 4:57,09 (25 lutego 2001, Liévin), rekord Wielkiej Brytanii; bieg na 3000 metrów (hala) – 7:41,09 (6 lutego 2002, Sztokholm); bieg na 5000 metrów (stadion) – 13:19,43 (31 lipca 2002, Manchester). 